# Iglesia de San Miguel (Suterraña)
La iglesia de San Miguel es una capilla románica de la localidad de Suterraña, en el municipio de Tremp, provincia de Lérida (España).
Está situada unos 500 metros al noreste del pueblo de Suterraña, en lo alto del Serrat de Sant Miquel. Es accesible por un camino que lleva desde el mismo pueblo de Suterraña.
A pesar de ser una construcción claramente medieval, esta capilla no aparece documentada hasta 1758, cuando consta como capilla de la parroquia de San Serni de Suterranya.
Se trata de un edificio de una sola nave, cubierta con bóveda de cañón apuntada, con ábside a levante, semicircular, comunicado con la nave por un arco presbiteral muy estrecho. La puerta está en la fachada de poniente, ya la de levante había una ventana de doble derrame, actualmente tapada, que tiene la piedra que le hace de dintel cortada formando un arco de medio punto.
El aparato de construcción es muy rústico e irregular, y no sigue unas hileras muy uniformes. Es, pues, una construcción rural datada en el siglo XII.
Se celebra una romería anual el día 8 de mayo, aunque actualmente se ha pasado al domingo más cercano a la fiesta.